# Обнаружение сервисов
Протоколы обнаружения сервисов (англ. Service discovery) — сетевые протоколы которые позволяют автоматически находить устройства и сервисы имеющиеся в компьютерной сети.
Существует много протоколов обнаружения, например:
- DNS Service Discovery (www.dns-sd.org) (DNS-SD)
- Service Location Protocol (SLP)
- Simple Service Discovery Protocol (SSDP), используется в Universal plug-and-play (UPnP)
- UDDI для Веб-сервисов
- JINI для Java объектов
- Bluetooth Service Discovery Protocol (SDP)
- Salutation
- Jabber (XMPP) Service Discovery (JEP-0030)
- WS-Discovery (Web Services Dynamic Discovery)
- Zeroconf

Не нужно путать протоколы обнаружения сервисов с протоколами описания сессии (англ. Session Description Protocol, SDP), которые предназначены для описания мультимедиа сессий.